# JoJo
JoJo, pseudonimo di Joanna Noëlle Levesque (Brattleboro, 20 dicembre 1990), è una cantante e attrice statunitense.
Diventata famosa da giovanissima con il singolo d'esordio Leave (Get Out), nel corso della sua carriera ha pubblicato cinque album e venduto sette milioni di dischi con i primi due. Dopo un inizio fortunato, la cantante ha subito uno stop a causa dei cattivi rapporti con la vecchia casa discografica: ciò ha portato a un processo da cui l'artista è uscita vittoriosa, il che le ha poi permesso di tornare a pubblicare nuovo materiale musicale.

## Biografia
JoJo è nata a Brattleboro, nel Vermont, ed è cresciuta a Keene, nel New Hampshire e a Foxborough, Massachusetts. Ha origini inglesi, polacche, francese, scozzesi e native americane. È cresciuta in un appartamento a Foxborough, con una sola stanza da letto, in una famiglia povera. Suo padre cantava del blues come hobby e sua madre Diana cantava nel coro di una chiesa e ogni tanto in musical teatrali. I genitori di JoJo divorziarono quando lei aveva quattro anni e lei crebbe con la madre come figlia unica. Il nome d'arte JoJo deriva da un soprannome da bambina. Fra le sue migliori amiche figurano Emma Roberts, sua co-star nel film Aquamarine, e Zelda Williams, figlia dell'attore statunitense Robin Williams.

## Carriera musicale

### 1998-2005: la scoperta, il debutto e l'album d'esordioJoJo
Nel 1998, all'età di 8 anni, Joanna fece un'audizione per Kids Say the Darndest Things On The Road in Boston, uno show della rete televisiva CBS, suscitando apprezzamento nei produttori della trasmissione. L'anno dopo, all'età di 9 anni, cantò Respect e Chain of Fools di Aretha Franklin, nello show televisivo Destination Stardom ricevendo applausi da Bill Cosby e dal pubblico della Faneuil Hall. Non molto tempo dopo, The Oprah Winfrey Show, il celebre talk show statunitense, la contattò, invitandola a esibirsi.
Apparve nello show televisivo America's Most Talented Kids nel 2003 all'età di 13 anni, e fu notata da un uomo nel pubblico che la mise in contatto con Vincent Herbert, un produttore dello show business statunitense: la giovane accettò un contratto con Barry Hankerson, titolare della Blackground Records, etichetta di Aaliyah e Timbaland.
Il suo album di debutto, JoJo, che raggiunse la posizione numero 4 nella classifica Billboard 200, fu pubblicato nel giugno del 2004 e vendette oltre 4 milioni di copie in tutto il mondo. Il suo primo singolo, Leave (Get Out), uscito nel febbraio dello stesso anno, raggiunse la 12ª posizione nella Billboard Hot 100 e la 1ª della Top 40 Mainstream, permettendo a JoJo, a soli 13 anni, di diventare la più giovane cantante ad avere un brano in prima posizione negli Stati Uniti. Il secondo singolo, Baby It's You, pubblicato nel settembre 2004, riscosse un discreto successo, ottenendo, come il primo, una certificazione d'oro dalla RIAA. L'anno dopo fu infine estratto il terzo e ultimo singolo del disco, Not That Kinda Girl, di scarso successo commerciale.

### 2006-2009:The High Roade i problemi con la casa discografica
Il secondo album della cantante, The High Road, fu commercializzato nell'ottobre del 2006, con oltre 2 milioni di copie vendute, 500 000 delle quali solo negli Stati Uniti che fecero ottenere al disco una certificazione d'oro dalla RIAA. Il singolo di lancio, Too Little Too Late, fu pubblicato nell'agosto del 2006 e raggiunse la 3ª posizione nella Billboard Hot 100, ottenendo un buon successo anche oltreoceano, dove arrivò a segnare la top-10 e la top-20 in molte delle classifiche internazionali. A questo singolo seguirono, con minor successo, altri due estratti, How to Touch a Girl e Anything, che non rientrarono nella Hot 100 statunitense.
JoJo avrebbe voluto pubblicare il terzo album in studio nel 2008, per il suo 18º compleanno, ma dopo vari dissidi con l'etichetta discografica, innumerevoli rinvii della pubblicazione e molte tracce ancora inedite finite online, la cantante intentò una causa a New York contro la Da Family Entertainment per averle causato uno stop della carriera, chiedendo, secondo quanto riferito, 500 000 dollari e la liberazione dal suo contratto. La cantante venne rilasciata dall'etichetta nel mese di ottobre 2009 e un accordo fu raggiunto con la Blackground Records per la pubblicazione del terzo album, distribuito dalla Interscope Records.

### 2010-2013:Can't Take That Away from Me,Agápēe tour promozionali
Il 7 settembre 2010 fu pubblicato Can't Take That Away from Me, un mixtape di tracce "sperimentali", che servivano da preludio al suo terzo lavoro, inizialmente intitolato All I Want Is Everything. Il mixtape, trainato dalla sensuale In the Dark, fu scaricato oltre 400 000 volte.

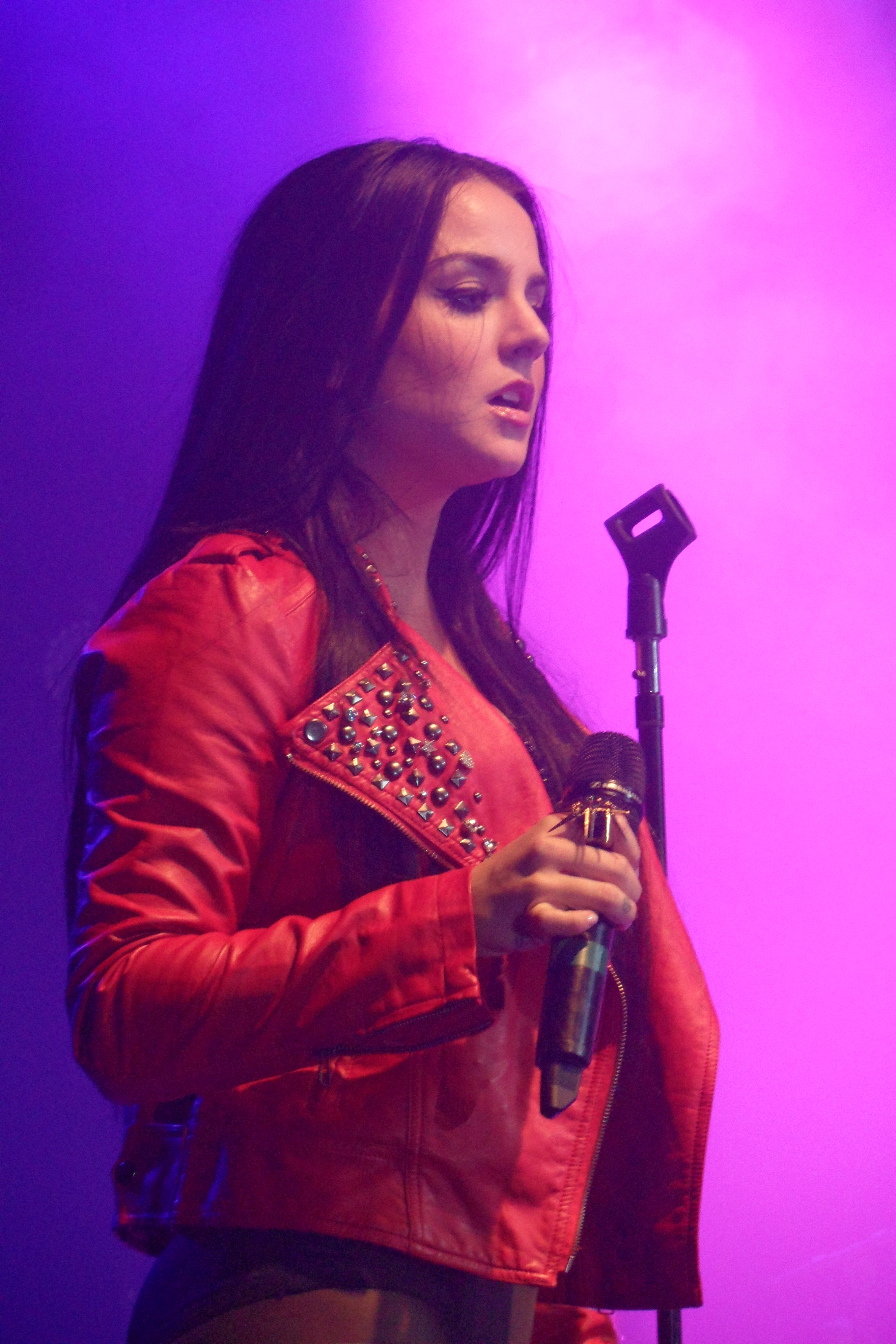
JoJo in concerto nel 2011.

Il 28 febbraio 2011, JoJo rivelò che il nuovo album si sarebbe intitolato Jumping Trains, come una delle sue canzoni preferite del disco, e sarebbe stato pubblicato dalla Interscope Records. Il 14 maggio fu presentato sul suo sito ufficiale il brano The Other Chick, dopo che una demo era finita in rete qualche settimana prima. La canzone sarebbe dovuta servire come singolo ufficiale, ma successivamente, in un'intervista, JoJo rivelò che sarebbe stata semplicemente un buzz-single e che il singolo ufficiale sarebbe stato pubblicato in estate, anticipatamente all'uscita dell'album prevista per l'autunno.
Il primo singolo Disaster venne pubblicato ufficialmente su iTunes USA il 6 settembre e in poco tempo arrivò alla 20ª posizione della top 100 della piattaforma. La canzone, dopo 5 anni di assenza della cantante dalla Top 100, raggiunse la posizione numero 87 della Billboard Hot 100, la 64ª della Billboard Digital Songs e la 29ª della Billboard Pop Songs, riuscendo a vendere 160 000 copie.
Per promuovere il nuovo lavoro, JoJo fu impegnata dal 6 settembre al 6 ottobre nel JoeJayTour, tour di Joe Jonas e di Jay Sean, come apripista. La sua scaletta comprendeva 5 brani: Leave (Get Out), Too Little Too Late, Marvin's Room (Can't Do Better), Disaster e Lie to Me. Sempre in questo periodo fu ospite in alcune radio e rilasciò diverse interviste, in una delle quali affermò che Jumping Trains sarebbe uscito nell'aprile 2012, anziché a fine 2011.
Il 28 febbraio 2012 venne reso disponibile in formato digitale negli Stati Uniti Sexy to Me, singolo promozionale comparso nello spot Clearasil. Il 17 luglio, a sorpresa, fu pubblicata in anteprima su Rap-Up.com e SoundCloud Demonstrate, canzone che venne scelta come primo singolo ufficiale (a scapito di Disaster) del terzo album, che non si intitolerà più Jumping Trains. La pubblicazione del brano – accolto molto positivamente da fan, critici e cantanti come Drake e Jordin Sparks – era prevista per il 28 agosto, ma non apparve mai per il download digitale.
Il 15 novembre JoJo annunciò poi la pubblicazione di un nuovo mixtape intitolato Agápē, che in greco significa "amore incondizionato", nonché anche il nome del cucciolo adottato dalla cantante. Il progetto, pubblicato per il download gratuito il 20 dicembre, giorno del 22º compleanno di JoJo, fu descritto dall'artista come "un lavoro d'amore dal cuore, senza limiti o costrizioni", e fu anticipato da We Get By, singolo che esprime la visione positiva della cantante nonostante le difficoltà incontrate sul suo percorso, e trainato dal secondo singolo estratto Andre, ispirato dal cantante degli OutKast, per cui ha girato un video pubblicato il 21 marzo 2013. JoJo dichiarò su Twitter di voler girare i video, oltre che per Andre, anche per Thinking Out Loud e Can't Handle the Truth e di promuovere il mixtape con un tour attraverso negli Stati Uniti durante il 2013.
Il 30 luglio 2013 venne riportato che JoJo avrebbe presentato denuncia contro la Blackground Records per "danni irreparabili alla sua carriera professionale", sostenendo che nello stato di New York i minorenni non possono firmare contratti che durino per più di 7 anni: di conseguenza, il suo contratto sarebbe dovuto terminare nel marzo del 2011.

### 2014-2018: il cambio di etichette, vari EP,Mad Lovee le riedizioni dei vecchi album
Il 14 gennaio 2014 fu annunciato che JoJo era stata finalmente liberata dalla vecchia casa discografica e che aveva firmato un nuovo contratto con l'Atlantic Records. Il mese dopo, in occasione di San Valentino, venne pubblicato #LoveJo, un EP contenente 3 cover e prima pubblicazione ufficiale con la nuova casa discografica.

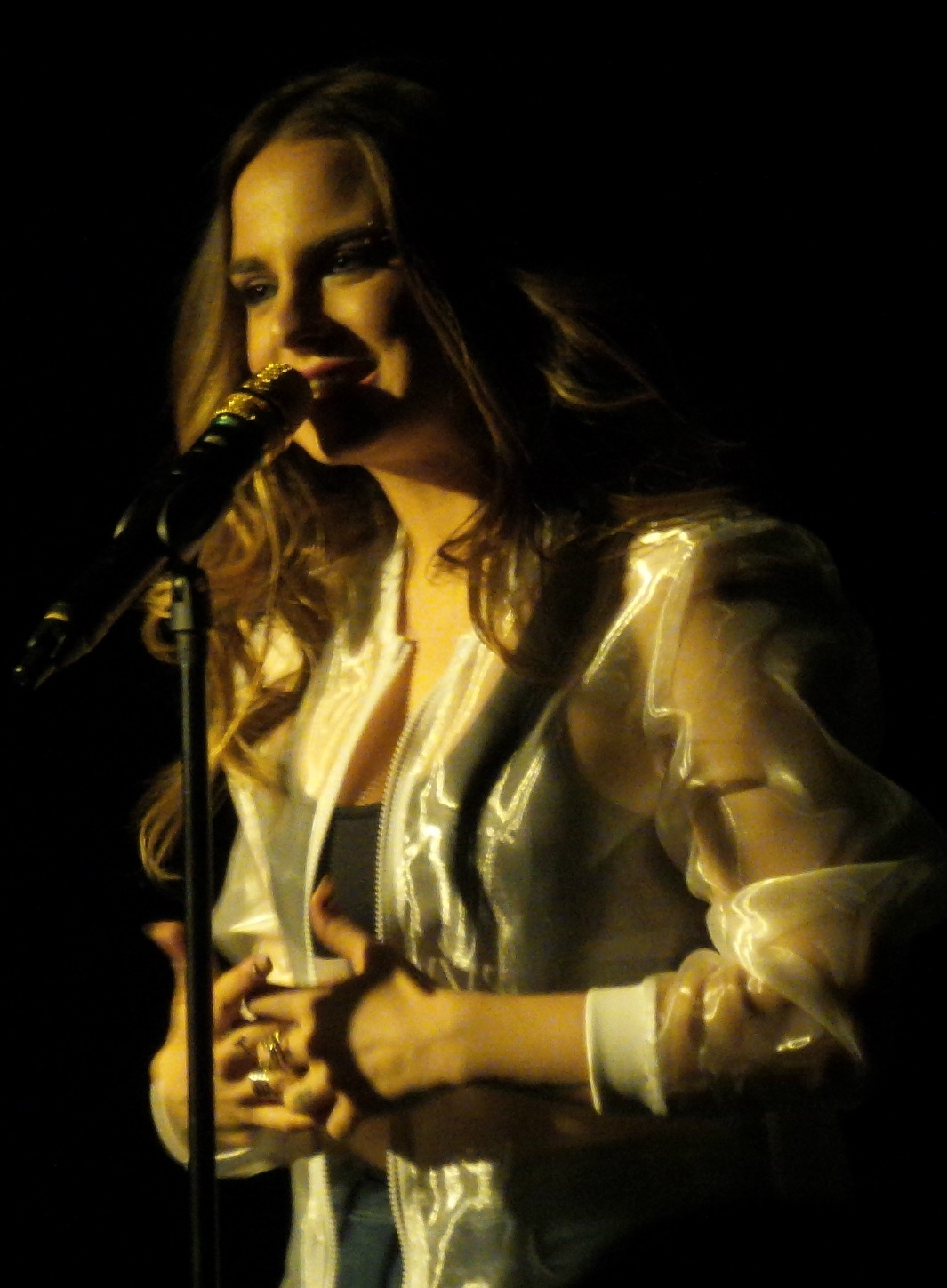
JoJo durante un concerto ad Atlanta nel dicembre 2015

A novembre venne comunicato il suo ritorno sulle scene nei primi mesi del 2015, ritorno che avvenne però ad agosto di quell'anno con la pubblicazione di III. (Tringle), un progetto costituito da tre tracce che la stessa cantante definì "tringle". I tre brani in questione, When Love Hurts, Save My Soul e Say Love, vennero accompagnati da videoclip musicali e furono eseguiti in promozione televisiva. A ottobre del 2015 JoJo pubblicò inoltre un sequel di #LoveJo, intitolato #LoveJo2.
Nel 2016 aprì i concerti del 7/27 World Tour delle Fifth Harmony, per poi iniziare in via definitiva la promozione del suo terzo album Mad Love. Il primo step fu il singolo Fuck Apologies, in collaborazione con il rapper Wiz Khalifa, a cui farà seguito il secondo singolo FAB, una collaborazione con la rapper Remy Ma. L'album venne commercializzato il 14 ottobre 2016; a ciò farà seguito un nuovo tour da headliner. Conclusa questa esperienza, JoJo lasciò la Atlantic per passare alla Clover Music, ai tempi parte della Interscope Records.
Come segno definitivo di cesura col passato, il 20 dicembre 2018 la cantante pubblicò delle nuove versioni completamente ri-registrate dei suoi primi due album e dei singoli Disaster e Demonstrate. Come dichiarerà successivamente nel documentario Voice Are Back, l'artista ha pagato personalmente le spese per la creazione di questo progetto, recuperando tuttavia la cifra spesa nell'arco di poche settimane grazie ai risultati commerciali dei progetti.

### 2019-2020: il passaggio alla Warner,Good To KnoweDecember Baby
Nei mesi successivi, la Clover interrompe i rapporti lavorativi con la Interscope e JoJo venne trasferita presso un'altra etichetta discografica, la Warner Music. Il primo progetto realizzato con la Warner è la collaborazione con PJ Morton Say So, brano che frutterà a JoJo la vittoria del suo primo Grammy Award nella categoria miglior canzone R&B.
Successivamente, l'artista dà il via alla promozione di quello che sarà il suo quarto album: Good to Know. In un primo momento, pubblica il brano Joanna come primo singolo estratto dall'album; tuttavia, il timone viene passato al brano Man, uscito fra l'altro pochissimi giorni dopo rispetto alla pubblicazione del già citato documentario. A questo brano faranno seguito il singolo Sabotage (non contenuto nell'album) con la rapper Chika e la pubblicazione dell'album stesso; anche altre canzoni incluse nel disco (Small Things, Think About You e Comeback con Tory Lanez) avranno dei video musicali.
Nel periodo di pandemia di COVID-19, JoJo ha intrattenuto in quarantena i suoi followers con copiose dirette Instagram in cui ha eseguito svariate cover e tenuto brevi lezioni di canto ad alcuni fan.
Il 28 agosto 2020 l'artista pubblica anche l'edizione deluxe dell'album, da cui viene estratto il singolo What U Need. In questa speciale edizione vengono incluse collaborazioni con Demi Lovato e Tinashe, mentre viene escluso Tory Lanez a causa delle accuse di violenza che sono state rivolte al cantante da parte della rapper Megan Thee Stallion. Il tour relativo alla promozione del disco viene inoltre rimandato all'autunno 2021.
Appena dopo l'uscita della versione deluxe del disco, JoJo conferma l'intenzione di pubblicare un album natalizio entro la fine dell'anno. Il 2 ottobre 2020 pubblica il singolo The Change in contemporanea al relativo lyric video. Il brano viene scelto da Joe Biden e Kamala Harris come inno ufficiale delle presidenziali americane del 2020. Il 30 ottobre 2020 pubblica l'album natalizio December Baby, che include sia musica inedita che cover di classici natalizi. Il 18 ottobre 2020 pubblica una cover del classico (You Make Me Feel Like) A Natural Woman di Aretha Franklin, in collaborazione con Tori Kelly.

### 2021-2023:Trying Not to Think About Ite altri progetti
Nel gennaio 2021, dopo già due rimandi, la cantante conferma su Twitter la cancellazione del The Good to Know Tour a causa delle complicazioni ancora in atto legate alla pandemia di COVID-19, annunciando però di voler tornare in tour nel 2022 dopo la pubblicazione di un sesto album in studio. Il 29 dello stesso mese pubblica il brano American Mood, prima canzone folk nella sua intera carriera. Sempre nel 2021 la cantante partecipa alla quinta stagione del programma televisivo The Masked Singer, classificandosi al secondo posto con il costume di cigno nero. Successivamente esce un nuovo singolo, Creature of Habit.
Il 17 agosto annuncia la pubblicazione del nuovo EP Trying Not to Think About It, da cui viene estratto come primo singolo il brano Worst (I Assume), pubblicato tre giorni dopo, e Anxiety (Burlinda's Theme), secondo singolo uscito a ottobre. L'opera, pubblicata il 1º ottobre 2021, viene promossa con un tour di sei date per quel mese negli Stati Uniti. Successivamente viene resa pubblica la notizia di un'altra tournée dell'artista con tappe negli Stati Uniti, in Canada e in Europa che partirà nel 2022.
Nel 2022 la cantante collabora nuovamente con PJ Morton (feat. Mr. Talkbox) nel singolo My Peace, uscito il 18 febbraio. Nello stesso anno partecipa alla realizzazione del settimo album di Stan Walker, All In, coscrivendo il brano Remember Us contenuto al suo interno. Nel 2023 esordisce nel mondo del musical interpretando il ruolo di Satine in un rifacimento di Broadway del film Moulin Rouge!. Durante lo stesso anno è artista ospite nel brano Cheat della cantante britannica Mahalia, uscito l'8 giugno 2023.

### 2024-presente:NGL
Nel febbraio 2024 pubblica il singolo Can't Fight This Feeling, una cover dell'omonimo brano del 1984 registrato per la colonna sonora del film Lisa Frankenstein, diretto da Zelda Williams.
Il 2 ottobre 2024 torna sulle scene musicali con il singolo Porcelain, distribuito per la Clover Music e BMG. Il mese seguente pubblica un altro singolo, Too Much to Say, e annuncia la data del suo prossimo EP, NGL, disponibile dal 24 gennaio 2025. Nella stessa data di pubblicazione del progetto, esce anche il video musicale del brano Ready to Love per la promozione dell'EP.

## Carriera cinematografica
Ha debuttato nel mondo cinematografico nel 2002 all'interno del film Developing Sheldon, interpretando il ruolo della protagonista da bambina. Nel 2006 ha recitato in due film, Aquamarine e Vita da camper. È stata anche protagonista del film televisivo Che fatica fare la star!, che le ha garantito una nomination ai Poptastic Awards. Nel 2013 è stata tra i protagonisti di G.B.F. (Gay Best Friend), una commedia diretta dal regista Darren Stein.

## Vita privata
Dopo essersi diplomata nell'agosto del 2009 è stata accettata alla Northeastern University, ma non ha mai frequentato alcun corso. Si è sempre dichiarata interessata e affascinata dall'antropologia culturale.
Ha frequentato il calciatore americano Freddy Adu da maggio 2005 a settembre 2006 e lei stessa ha affermato in un programma che sono ancora buoni amici. Nel dicembre 2021 ha annunciato il suo fidanzamento con l'attore statunitense Dexter Darden.
JoJo supporta varie organizzazioni no-profit, tra cui Boys and Girls Club of America, World Vision, She's the First e Make A Wish Foundation.

## Discografia

### Album in studio
- 2004 – JoJo
- 2006 – The High Road
- 2016 – Mad Love
- 2020 – Good to Know
- 2020 – December Baby

### EP
- 2014 – #LoveJo
- 2015 – III.
- 2015 – #LoveJo2
- 2021 – Trying Not to Think About It
- 2025 – NGL

## Filmografia

### Cinema
- Developing Sheldon, regia di Terre Weisman (2002)
- Aquamarine, regia di Elizabeth Allen (2006)
- Vita da camper, regia di Barry Sonnenfeld (2006)
- G.B.F., regia di Darren Stein (2013)

### Televisione
- The Bernie Mac Show – serie TV, episodio 2x06 (2002)
- American Dreams – serie TV, episodio 3x09 (2004)
- Che fatica fare la star!, regia di Tim Matheson (2008)
- Hawaii Five-0 – serie TV, episodio 1x15 (2011)
- Lethal Weapon – serie TV, episodio 2x03 (2017)
- All American – serie TV, ricorrente (2022)[49]

## Teatro
- Moulin Rouge! The Musical (2023)

## Doppiatrici italiane
Nelle versioni in italiano delle opere in cui ha recitato, JoJo è stata doppiata da:
- Letizia Ciampa in Aquamarine, Vita da camper
- Gaia Bolognesi in Hawaii Five-0
- Gemma Donati in All American

## Tournée
Come artista principale
- 2007 – The High Road Tour
- 2010 – Then & Now Concert Tour
- 2011 – Pinktober
- 2013 – The Agápē Tour
- 2015/16 – I Am JoJo Tour
- 2017 – Mad Love Tour
- 2018 – Leaks, Covers and Mixtapes Tour
- 2021 – Trying Not to Think About It Tour
- 2022 – JoJo Tour 2022
- 2025 – Too Much to Say Tour

Come artista d'apertura
- 2004 – The Truth World Tour di Usher
- 2011 – Joe Jonas & Jay Sean Tour di Joe Jonas e Jay Sean
- 2012 – Better With You Tour dei Big Time Rush
- 2016 – The 7/27 Tour delle Fifth Harmony

Come ospite speciale
- 2010 – Shock Value II Tour di Timbaland

## Riconoscimenti
- Billboard Music Awards
  - 2004 – Candidatura alla Miglior artista esordiente femminile[50]
  - 2004 – Candidatura al Miglior singolo venduto per Leave (Get Out)

- Boston Music Awards
  - 2007 – Artista nazionale dell'anno per Too Little Too Late
  - 2008 – Candidatura al Miglior atto pop/R&B dell'anno
  - 2016 – Candidatura all'artista pop dell'anno[51]

- E! People's Choice Awards
  - 2021 – Candidatura al Concorrente di uno show del 2021[52]

- Grammy Awards
  - 2020 – Grammy Award alla miglior canzone R&B per Say So (con PJ Morton)

- MTV Video Music Awards
  - 2004 – Candidatura al miglior artista esordiente per Leave (Get Out)

- NAACP Image Award
  - 2020 – Candidatura al Miglior duo, gruppo o collaborazione per Say So (con PJ Morton)[53]

- Poptastic Award
  - 2009 – Candidatura al Miglior film televisivo per Che fatica fare la star![54]

- Radio Disney Music Awards
  - 2004 – Candidatura alla Miglior artista femminile
  - 2004 – Best Video That Rocks per Leave (Get Out)
  - 2005 – Candidatura alla Miglior artista femminile
  - 2006 – Best Artist Or Song Your Teacher Likes per Too Little Too Late
  - 2006 – Candidatura alla Favorite Karaoke Song per Too Little Too Late
  - 2006 – Candidatura alla Best True Ringer Ring Tone per Too Little Too Late
  - 2006 – Candidatura alla Best Song to Wake Up To per Too Little Too Late
  - 2006 – Candidatura alla Best Song You've Heard a Million Times and Still Love per Too Little Too Late

- Soul Train Music Award
  - 2019 – Candidatura alla Miglior collaborazione per Say So (con PJ Morton)

- Teen Choice Awards
  - 2006 – Candidatura alla Female Choice Breakout per Aquamarine

- Yahoo Music Awards
  - 2008 – Premio per oltre 10 000 000 di download per Too Little Too Late

- Young Artist Awards
  - 2007 – Candidatura alla Miglior interpretazione in un lungometraggio per Aquamarine

- Young Hollywood Awards
  - 2007 – Breakthrough performance